# PSLV
PSLV (Polar Satellite Launch Vehicle – Ракета носител за полярни сателити) е еднократна система за изстрелвания, оперирана от Индийската организация за космически изследвания. Тя е разработена, за да позволи на Индия да изстрелва собствените си разузнавателни сателити в слънчевосинхронна орбита – услуга, за извършването на която преди се е заплащало на Русия. PSLV също така може да изстрелва малки сателити и в геостационарна трансферна орбита (ГТО).

## Версии

### Операционни

#### PSLV
Този вариант има четири степени, които работят на течно и твърдо гориво и шест допълнителни бустера. Може да изстрелва 1600 kg в 622-километрова слъчевосинхронна орбита (ССО).

#### PSLV-CA
Този вариант използва основните степени без никакви допълнителни бустери. Може да изстрелва 1100 kg в 622-километрова слъчевосинхронна орбита (ССО).

### В разработка/Предложени

#### PSLV-XL
На 29 септември 2005 ИСРО успешно тестваше подобрена версия на бустерите на PSLV. Те ще бъдат използвани за бъдещи мисии на PSLV, включително и за изстрелването на Чандраян. Товароподемността на тази версия е 1800 кг, при 1600 кг за старата версия.

#### PSLV-HP
На 26 април 2007 директорът на програмата PSLV съобщава за разработката на нова версия на ракетата. Тя ще има допълнителни бустери, а капацитетът ѝ ще бъде 2000 кг. Тази версия ще бъде използвана за изстрелването на седем навигационни сателита между 2010 и 2012 година.

#### Тристепенна PSLV
ИСРО обмисля да премахне втората степен на ракетата, като новата тристепенна версия ще има капацитет от 500 кг до НЗО.

## Изстрелвания

### Предишни
| Продукт | Вариант | Дата на изстрелване | Космодрум    | Товар                                      | Статус на мисията |
| D1      | PSLV    | 20 септември 1993   | Шрихарикота  | IRS 1E                                     | Неуспех; Софтуерен проблем причинява падане на ракетата в Бенгалския залив (700 секунди след излитане), тестов полет |
| D2      | PSLV    | 15 октомври 1994    | Шрихарикота  | IRS P2                                     | Успех, тестов полет |
| D3      | PSLV    | 21 март 1996        | Шрихарикота  | IRS P3                                     | Успех, тестов полет |
| C1      | PSLV    | 29 септември 1997   | Шрихарикота  | IRS 1D                                     | Частичен неуспех; вкарване на сателита в неоптимална орбита |
| C2      | PSLV    | 26 май 1999         | Шрихарикота  | OceanSat 1, DLR-Tubsat, KitSat 3           | Успех |
| C3      | PSLV    | 22 октомври 2001    | Шрихарикота  | TES, Proba, BIRD                           | Успех |
| C4      | PSLV    | 12 септември 2002   | Шрихарикота  | METSAT 1 (Kalpana 1)                       | Успех; Сателитът е вкаран в ГТО. |
| C5      | PSLV    | 17 октомври 2003    | Шрихарикота  | ResourceSat 1                              | Успех |
| C6      | PSLV    | 5 май 2005          | Шрихарикота* | CartoSat 1, HAMSAT                         | Успех |
| C7      | PSLV    | 10 януари 2007      | Шрихарикота  | CartoSat 2, SRE, LAPAN-TUBSAT, PEHUENSAT-1 | Успех За първи път използва устройство, наречено Двоен адаптер за изстрелване, който позволява изстрелването на четири сателита едновременно. За първи път е монтирана камера на ракетата, която заснема отделянето на първите три сателита от четвъртата степен на ракетата. |
| C8      | PSLV-CA | 23 април 2007       | Шрихарикота* | AGILE, AAM                                 | Успех |
| C10     | PSLV-CA | 21 януари 2008      | Шрихарикота  | Polaris                                    | Успех |

### Планирани
| Продукт | Вариант | Дата на изстрелване | Космодрум    | Товар                                                                           |
| C9      | PSLV    | 4 март 2008         | Шрихарикота* | Cartosat-2A, CanX-2, AAU Cubsat-2, Cute 1.7+APD-2, Compass 1, Delfi-C3, Seeds-2 |
| C11?    | PSLV-XL | 9 април 2008        | Шрихарикота  | Чандраян                                                                        |
| C??     | PSLV    | 2008                | Шрихарикота  | OceanSat-2                                                                      |

- означава втора стартова площадка.

### Чужди сателити, изстреляни на PSLV
| Име          | Държава    | Дата на изстрелване | Тегло (кг) | Ракета носител |
| DLR-TUBSAT   | Германия   | 26 май, 1999        | 45         | PSLV-C2        |
| KITSAT       | Южна Корея | 26 май, 1999        | 110        | PSLV-C2        |
| BIRD         | Германия   | 22 октомври, 2001   | 92         | PSLV-C3        |
| PROBA        | Белгия     | 22 октомври, 2001   | 94         | PSLV-C3        |
| LAPAN-TUBSAT | Индонезия  | 10 януари 2007      | 56         | PSLV-C7        |
| PEHUENSAT-1  | Аржентина  | 10 януари 2007      | 6          | PSLV-C7        |
| AGILE        | Италия     | 23 април 2007       | 352        | PSLV-C8        |
| TecSAR       | Израел     | 21 януари 2008      | 300        | PSLV-C10       |